# Nya Allén
Nya Allén är en cirka 1 830 meter lång gata i centrala Göteborg. Den är en esplanad med trädallé som genomkorsar stadsdelarna Haga, Pustervik, Vasastaden, Lorensberg och Heden. Sträckningen är mellan Järntorget och Stampbron över Fattighusån. I höjd med Sprängkullsgatan gör allén ett avbrott, för att börja igen cirka 150 meter västerut, ungefär i höjd med Skolgatan.

## Historik
Drivande kraft och störste förespråkare för Nya Alléns tillkomst var Olof Wijk d.ä., men även Carl Wilhelm Carlberg anses ha ivrat för förslaget. På en karta som han ritade och som åtföljde förslaget om fästningsverkens raserande finns allén inlagd. År 1774 gjorde han dessutom ett förslag till en liknande allé utanför Drottningporten, alltså österut. Nära Nya Alléns korsning med Kungsportsavenyn restes 1956 en byst i granit som föreställer Olof Wijk, utförd av Arthur Johansson och bekostad genom Charles Felix Lindbergs donationsfond.
Gatan fick sitt namn 1815 i relation till Gamla Allén, namngiven 1788, som har sträckningen längs Hedens västsida, parallellt med nuvarande Södra vägen. I vallraseringskontraktet av den 11 december 1807 fastslås att en allé med 3 000 alnars längd (cirka 1 800 meter) skulle anläggas. Huvudallén var 11,8 meter bred och de båda sidoalléerna 5, 9 meter vardera. Den 12 september 1823 beslöt magistraten, "drätselcommissionen" samt borgerskapets äldste att arbetet skulle påbörjas. Tre dagar senare beordrades arrendatorerna på tomterna längs vallarna, där allén skulle gå fram, att lämna dessa. 
I februari 1817 beviljade Kungl. Maj:t uppskov med vallraseringsarbetet "till dess staden kommer i författning att detsamma fullfölja". Den 28 april samma år auktionerades 13 "platsar" ut, mellan vallgraven och den blivande Nya Allén. Av dessa skulle nr 4-7 användas till plantager eller trädgårdar, och nr 1-3 och 8-13 kunde användas till odling av jordfrukter" samt till åker och äng. Arrendet omfattade tio år, och varje arrendator fick under sex år rätt att nyttja den utanför hans lott belägna delen av den blivande allén. Därefter hade staden rätt att påbörja planteringen. Det ålåg arrendatorerna att sedan planera marken och sedan vårda träden. Tomterna fick endast bebyggas med vaktstugor, lusthus eller flyttbara korsvirkeshus. Vaktstugorna kunde behövas, vilket framgår av en anmälan till magistraten i september 1821, där arrendatorerna klagar över att man på deras ägor släppt ut hästar och kor, får, kalkoner, gäss, höns och änder - vilka orsakade stor skada.    
Första etappen av allén var klar i december 1823, en utstakning av en delsträcka, vilket trädgårdsmästare Ekholm på Kristinedal fick 100 riksdaler banko i ersättning för. Stadsingenjör Herman Hallberger besiktigade planerna, och för att undvika ojämnheter i marken söder om Sederlindska ängen, borde man istället dra vägen något längre söderut över Tegelbruksängen. Den 2 januari 1824 antogs denna förändring, som medförde att området för den kommande Trädgårdsförening blev betydligt större. I juli 1824 utfärdades en kungörelse att grus och annat fyllnadsmaterial som skulle bortforslas från staden, måste användas till Nya Allén. En anonym donator meddelade i augusti samma år att denne donerat 1 000 riksdaler banko till allébygget.  
Längs gatan planterades från oktober 1823 till april 1824 1 400 träd – mest almar – av vilka rådmannen Fredrik Georg Kall (1745-1825) skänkte 1 150. Hans almplantor kom från "Kallens plantage", en större trädgård mellan nuvarande Storgatan, Teatergatan, Vasagatan och Södra vägen - tomten nr 96 i 12:e roten. Kall hade även donerat träden till Gamla Allén. I en skrivelse uttryckte borgerskapets äldste sin tacksamhet, och sade sig bland annat vara övertygade om "att framtiden, som kommer att njuta behaget af denna anläggning, skall med ärkäntsamt minne erinra sig Ass:s deltagande uti Alléens fullbordan." Kalls motiv var att "ådagalägga sin tillgifvenhet emot en ort, deri han så många år wistats och sin wälwilja för en anläggning, som skall bidraga till Stadens förskonande, samt till dess innewånares nöje". Hans trädgårdsmästare fick dessutom 22 riksdaler av staden för de extra besvär han fått med de träd som Kall skänkt till allébygget. Staden inköpte 40 träd av fröhandlare S. Söderberg, 35 av landskamrerare F.M. Åkerman, 50 av sejlaren J. Wedberg och 120 av kommerserådet G. Ekman.
Men träden behövde skyddas, varför uppdraget i december 1826 gick till stadsarkitekten Jonas Hagberg att komma med förslag. Hans kostnadsförslag i slutet av december samma år slutade på 1 479 riksdaler. Det var ett stängsel av ekpålar - "utstämplade i Partille skog" av befallningsman Lindgren - som sattes upp kring träden med ett handräcke av timmer. Tillhuggningen utfördes av hemmansägaren Abraham Qwiding på Vidkärr. Timmerman Björklund lät därefter stryka med vitriol och sedan med tjära och kimrök. Staketet revs år 1862, i samband med att Kungsparkens (påbörjad 1839) utbyggnad stod klar.
Drätselcommissionen kom på sommaren 1827 överens med stensprängare Petter Petterson att denne skulle anordna en vattentrumma av gråsten invid allén. Bonden Lars Andersson åtog sig uppdraget att anskaffa och leverera "nödige betäckningshallar." Dessa arbeten var klara före augusti månads utgång 1827. Under sommaren 1827 slutfördes alltså arbetena med allén, som först då kan sägas vara fullt färdig. För vården av träden utågs olika trädgårdsmästare, med uppdraget ett år i sänder.
Snart visade det sig att allén användes för andra ändamål än de tänkta. Borgerskåpets äldste skriver därför den 4 mars 1831 till magistraten för att påtala "att allmogen företagit sig att för sina körslor av timmer, bjälkar och andra skogseffekter till Masthugget, ävensom för gödselkörning därifrån till Haga, begagna Nya Allén." Dessutom begagnade även "Mölndahlsboerne med sine tunge mäldlass" samma väg till Masthugget. Magistraten beslutade därmed att allén endast fick användas för "promenader av gående, ridande eller åkande." Undantag gjordes "för körslor från Allmänna vägen utom före detta Carls port till den åt Nya Haga ledande bron."  
I ett kungligt brev den 23 november 1863 fastställdes att: "varande nya alléen skulle utdragas i rak sträckning öfver stampen till jernbanan och derifrån öfver Gullbergsvass fortsättas i bruten riktning mot elfven." Detta förverkligades dock aldrig. År 1865 fanns ett långt gånget förslag om att anlägga en järnvägslinje från Västra Stambanan, längs Nya Allén, i en tunnel under Stigberget, längs Karl Johansgatans nuvarande sträckning, och fram till Nya Varvet. På nytt föreslogs år 1889 en järnväg mellan Masthugget och Drottningtorget utmed den norra sidan av Nya Allén. Men efter starka protester, beslöt stadsfullmäktige 1890 att förslaget "inte skulle föranleda någon åtgärd". Ur ett av protestbreven som publicerades i Göteborgs Aftonblad den 17 februari 1890: "I samband med förslaget att leda järnväg genom allén vågar undertecknad hemställa huruvida man icke på samma gång kunde nedhugga Brunnsparken och använda den till potatisåker, låta Gustaf Adolfs torg bli upplagsplats för silltunnor och Stora Teatern, Valands konstutställningslokal samt Museum apteras till Spannmålsmagasin."
I en "Kungörelse angående särskilda föreskrifter för staden Göteborg: fastställda den 29 Juni 1897," sägs det i kap. 1, § 1: "Om trafiken å gator och allmänna platser." att Vid bot från och med två till och med fem kronor må icke någon med andra än för persontrafik afsedda åkdon färdas i Nya Alléen utan tvärs öfver och densamma å de ställen der öfverfarts vägar finnas.
År 1956 ville man dra en spårväg i Parkgatan, så att en större bortgallring av träd i Kungsparken och därmed allén skulle ske. Erik Hemlin, som var initiativtagaren till Göteborgs hembygdsförbund, räddade nu "Göteborgs lunga" genom ett stormöte i ett fullsatt Göteborgs konserthus.
Fabrikarbetare J. Carlssons änka, Ada Charlotta Carlsson fick i maj 1837 tillstånd att i Nya Allén framföra sin lilla "Ginger Beers-kärra," där hon sålde "öl, porter, sockerdricka, Ginger Beer och rött vin."

## Raseringskontraktet
Utdrag, pkt. 9:
| ”                                              | Efter det Fästnings wärken äro Raserade kommer en Allée eller Promenade åt Landsidan omkring Staden at anläggas; Och som den inom Fästningsgrafwen på flere ställen skulle blifwa couperad, så kommer den at gå utanför samma graf samt sträcka sig ifrån Masthuggs wägen til Canalen, som ifrån Fattighuset löper in til Stadens Sluss, öfwer hwilken Canal göres en brygga til den där bredewid warande stensatte wägen, så att de promenerande kunna komma ifrån Drottnings Porten ända til Carls Port och så twärt om, blifwandes denna Allée äfwen tilgängelig genom wägen från Kongs Porten. Chartan utwisar huru Alléen icke anlägges närmast Fästnings Grafwen eller utmed en der intil formerad Qyaij Gata, utan är först ett qvarter til nya Tomter eller Förstad utstakadt, och utanföre denna tilämade nya Förstad, sedan en Gata blifwit lemnad af ärforderlig bredd, kommer Alléen af ungefärligen 3 000 alnars längd at anläggas, hwilken giöres både för åkande och gående, således med fyra trädrader, och skal denna Allée ärhålla tillräckelig bredd, så at Trädraderne deruti för åkande och ridande blifwa åtminstone på tjugo alnars afstånd ifrån hwarannan planterade, och i afseende på de å Chartan projekterade och under N:o 96. upritade Bosqvéer, där Kongl. Maijt i Nåder funnit utrymmet fullkomligen medgifwa at giöra en beqwämare och täckare anläggning, skall det åligga Staden, at enär med planerings arbetet så wida hunnit, at början med denna anläggning skal giöras, til utförande deraf från Kongl. Maijts öfwer Intendents Embete begiära och Kongl. Maijts Nådiga pröfning underställa en efter sednare tiders smak lämpad Ritning. Uti sjelfwa Alléen planteras icke det wanliga Pilträdet utan andre prydelige Trädsorter, och giöres början med Alléens anläggning wid Sluss Canalen, hwarifrån den fortsattes til Masthuggs wägen, i den mån Raseringen och utplaneringen af Fästningswärken på denna sträckning medhinnes, hwarunder den wärkstälde Trädplanteringen altid underhålles, äfwensom Staden skall åligga at hela Alléen, sedan den en gång blifwit färdig, alt framgent vid makt hålla. | „ |
| – ur Vallraseringskontraktet, 11 december 1807 | |   |